# Gátos Bálint
Gátos Bálint (Budapest, 1975. november 15. –) Artisjus díjas előadóművész, basszusgitáros, dalszerző, fordító és kulturális szakember.
Budapesten él, nős, két gyermek édesapja. 

## Pályafutása
Korábbi és jelenlegi zenekarai: Nomad, Warpigs, Szörp, Váczi Eszter Quartet, Up!, Tramps, Kakadu és Bölömbika, Stinky Bugs
Az Up! zenekar névadója és alapító tagja. A Tramps zenekar tagjaként ő hívta Kohánszky Roy-t a zenekarba, ezzel megalapozva a későbbi Roy & Ádám zenekar létrejöttét.
Session zenészként a következő előadókkal/produkciókkal lépett fel: Bartók Eszter, Szekeres Adrien, Szörp, CéAnne, Kern András, Hernádi Judit, Fullajtár Andrea, Heilig Gábor, Farkasházi Réka és a Tintanyúl, MR2 Szimfonik Live,  Oláh Ibolya, Király Viktor, Caramel, Cserpes Laura, Stúdió 11, KFKI Kamarabalett, Pál Dénes, Gergely Róbert, Neoton Familia, NeoTones, Horányi Juli, stb.

## Diszkográfia
- Warpigs – Rapid (Polygram/3T) 1997
- Warpigs – Quartz (Universal/3T) 1999
- Warpigs – Monte Carlo (Universal Germany) 1999
- Bon-Bon – Jól vagyok (Universal/3T) 2001
- Szilárd – Halmazállapot (Tom-Tom Records) 2002
- Cory – Ott leszek (MÉZ Records) 2002
- Cory – Történjen már valami (MÉZ Records) 2002
- Auth Csilla – Szerelem az esetem (Sony Music) 2003
- Neotones – Hegyirabló (Warner/Magneoton) 2004
- Neotones – Mi vagyunk (Warner/Magneoton) 2005
- Tam Tango – Tam Tango (DVD) (Independent) 2005
- Caramel – Újrahangolva (Tom-Tom Records) 2006
- Bartók Eszter – Beszállókártya (Tom-Tom Records) 2006
- Váczi Eszter és a Szörp – Hóesés (Independent) 2006
- Nomad – Végal.om.. (Edge Records) 2007
- Bartók Eszter – Indigo (Tom-Tom Records) 2007
- Kis Vuk – Filmzene (Universal Music) 2008
- Roy és Ádám – 10 év (Sony Music) 2008
- Váczi Eszter Quartet – Vissza hozzád (Tom-Tom Records) 2009
- Bartók Eszter - Mosolyméretek (Tom-Tom Records) 2009
- Caramel – Lélekdonor (Tom Tom Records) 2010

## Díjak, elismerések
- Artisjus előadóművészi díj
- Arany- és platinalemez (Váczi Eszter Quartet - Vissza hozzád)
- MTV Europe Best Hungarian Music Video Award (Warpigs - Monte Carlo)

## Külső hivatkozások
- MySpace: Bálint Gátos[halott link]
- Váczi Eszter és a Szörp
- Váczi Eszter Quartet
- Bartók Eszter
- MySpace: Nomad
- Nomad
- Warpigs hivatalos oldal
- Fotók: Warpigs koncert 2005. március 23., Banális Közhely Archiválva 2007. szeptember 29-i dátummal a Wayback Machine-ben
- Warpigs Fan Club[halott link]